# Filmzenék Tarr Béla filmjeihez
A Filmzenék Tarr Béla filmjeihez című album a 1G Recordsnál jelent meg 2009. október 30-án. Az albumon található zenék Tarr Béla 1983 és 2001 között készült filmjei alatt hallhatóak; összesen négy film zenéje hallható rajta.

## Dallista
Őszi almanach
1. Főcím 	1:13
2. Lukin 	1:37
3. Őskígyó 	1:27
4. Lengyelország 	1:42
5. Pajesz 	2:00
6. Synth 	1:46

Kárhozat
1. Csille 	1:33
2. Kész az egész 	8:18
3. Eső I. 	4:24
4. R&R 	4:47
5. Lassú tánc 	5:05
6. Körtánc I. 	5:38
7. Vonósnégyes 	1:44

Sátántangó
1. Harang I. 	2:47
2. Eső II. 	1:40
3. Halics 	3:46
4. Szabad egy tangót? 	3:04
5. Körtánc II. 	5:24
6. Pityi 	0:13
7. Harang II. 	1:33

Werckmeister-harmóniák
1. Valuska 	4:14
2. Öreg 	10:00

## Hangszerek és közreműködők
- Tangóharmonika – Csonka Zoltán (számok: 7-től 13-ig), Kaszab Sándor (számok: 7-től 13-ig), Kreschinka Zoltán (számok: 14-től 20-ig)
- Basszusgitár – Dénes József (számok: 1-től 13-ig)
- Cselló – Werner Gábor (számok: 21, 22)
- Dob – Balogh Gábor (számok: 7-től 13-ig), Magyar Péter (számok: 21, 22)
- Gitár – Dénes József (számok: 1-től 6-ig), Vető János (számok: 14-től 20-ig), Víg Mihály (számok: 1-től 6-ig)
- Zongora – Kamondy Ágnes, Lukin Gábor (számok: 1-től 6-ig), Víg Mihály (számok: 1-től 13-ig)
- Szaxofon – Újvári János (számok: 7-től 13-ig)
- Szintetizátor – Mia Santa Maria (számok: 14-től 20-ig), Másik János (számok: 1-től 6-ig), Víg Mihály         (számok: 14-től 20-ig)
- Hegedű – Kováts Dóra (számok: 21, 22)
- Borítóterv – Váczi Dani
- Digitális Utómunka – Baticz Attila